# Louis Henri Hippolyte Lacave
Pour les articles homonymes, voir Lacave.
Louis Henri Hippolyte Lacave est un homme politique français né le 6 mars 1792 à Paris et décédé le 25 avril 1858 à Orléans (Loiret).

## Biographie
Louis Henri Hippolyte Lacave naît le 6 mars 1792 à Paris sous la Révolution française.
Entré à l'école polytechnique en 1810 et à l'école des ponts et chaussées en 1812, il est ingénieur à Orléans de 1817 à 1841, puis ingénieur en chef du département de l'Indre.
Maire d’Orléans de 1843 à 1848, destitué et mis à la retraite d’office en mars 1848 par le Gouvernement provisoire de la deuxième République. Réintégré comme maire dès août 1848,  jusqu'en 1854 ; élu député monarchiste du Loiret le [[Liste des membres de l'Assemblée législative (Deuxième République)|13 mai 1849]] jusqu'en 1857. Il participe à la commission sur la déportation outre-mer des insurgés républicains des journées de juin 1848 et vote des lois restrictives de la liberté de la presse et de la liberté de réunion, soutient la politique de Louis-Napoléon Bonaparte et approuva le coup d’État du 2 décembre 1851.
Sous son mairat, Louis Lacave obtient de son conseil la destruction de l’ancien hôtel Dieu d’Orléans datant du XVIe siècle, désaffecté depuis 1813, insalubre et situé au nord de la cathédrale Sainte-Croix, sur l'assiette de l’actuel office de tourisme.
Il meurt à Orléans le 25 avril 1858 à l'âge de 65 ans.

## Sources
- « Louis Henri Hippolyte Lacave », dans Adolphe Robert et Gaston Cougny, Dictionnaire des parlementaires français, Edgar Bourloton, 1889-1891 [détail de l’édition]
- « Louis Henri Hippolyte Lacave », sur Sycomore, base de données des députés de l'Assemblée nationale